# Publio Sempronio Sofo (console 268 a.C.)
Publio Sempronio Sofo (in latino Publius Sempronius Sophus; fl. III secolo a.C.) è stato un politico romano dell'età repubblicana.

## Biografia
Figlio dell'omonimo Publio Sempronio Sofo, console nel 304 a.C., ricoprì a sua volta il consolato nel 268 a.C. con Appio Claudio Russo. I due consoli guidarono i Romani alla sottomissione definitiva dei Piceni nella guerra picentina, con la battaglia di Ascoli. Sofo fu anche censore nel 252 a.C.